# Charles Kingsley
Charles Kingsley (Dartmoor, 12 de junho de 1819 — Eversley, 23 de janeiro de 1875) foi um romancista, poeta, professor e sacerdote anglicano inglês.

## Biografia
Kingsley nasceu no vilarejo de Holne, em Dartmoor, Devon, segundo filho do reverendo Charles Kingsley e Mary (Lucas), natural de Barbados. Seu irmão Henry Kingsley também tornou-se romancista e sua sobrinha Mary Henrietta Kingsley foi escritora de viagens e aventureira.
Frequentou o King's College London e o Magdalen College. Em 1844, casou-se com Frances ‘Fanny’ Grenfell, e tiveram quatro filhos (Rose, Maurice, Mary e Grenville).
Em 1842, foi ordenado ministro e logo após pároco de Eversley, Hampshire. Entre 1844-1875, foi reitor de Eversley. Ainda atuou como capelão particular da Rainha Vitória (1859) e Regius Professor de História Moderna na Universidade de Cambridge (1860-1869).
Em 1869, desistiu do magistério e até 1873, foi cônego da catedral de Chester. Lá, fundou a Sociedade de Ciências Naturais, Literatura e Artes de Chester, que teve grande importância na criação do Grosvenor Museum. Foi cônego da Abadia de Westminster entre 1873-1875.
Kingsley foi sepultado em St Mary's Churchyard em Eversley.
Um busto em sua memória foi inaugurado por seu filho Maurice em 1876 na Abadia de Westminster.

## Obra literária e pensamento
Como um autor vitoriano, quando os escritores frequentemente abordavam preocupações sociais, o trabalho de Kingsley expressa grande interesse pela história natural e pela defesa dos pobres e da classe trabalhadora. A justiça social atravessa seus romances adultos mais populares, como Yeast, Alton Locke e Two Years Ago, os quais exploram os desafios enfrentados pelos trabalhadores rurais e urbanos. Também escreveu descrições detalhadas da natureza em seus romances e poemas, refletindo a influência dos poetas românticos, especialmente William Wordsworth.
Como poeta competente, escreveu várias baladas.
Outra marca sua foi com a literatura infantil, ao escrever The Water-Babies (1863), um conto-de-fadas que combina seu interesse pela reforma sanitária, história natural e teoria da evolução. Foi defensor das ideias de Charles Darwin.
Influenciado por Frederick Denison Maurice, é um dos fundadores do Socialismo cristão, cujas ideias podiam ser encontradas em seus romances.
Foi defensor do conflito armado e da expansão imperial, a partir de uma visão racialista e providencialista da missão da Inglaterra de subjugar o mundo, além de uma celebração da masculinidade. Marcadamente a favor da Igreja Ampla e anticatólico, ainda ficou conhecido pelos embates com John Henry Newman.

## Lista de obras
- Alton Locke (1849)
- Yeast (1849)
- Hypatia (1853)
- Glaucus, or the Wonders of the Shore (1855)
- Westward Ho! (1855)
- Heróis da mitologia grega: histórias para jovens leitores[8] (originalmente The Heroes, Greek fairy tales, 1856)
- Two Years Ago (1857)
- The Water-Babies (1863)
- Hereward the Wake (1866)
- The Hermits (1869)
- Madam How and Lady Why (1869)